# Abu Taglibe
Alfadle Alá Abu Taglibe Algadanfar Udate Adaulá (em árabe: فضل الله أبو تغلب الغضنفر عدة الدولة; romaniz.: al-Fadl Allah Abu Taglib al-Gadanfar ʿUddat ad-Daula), geralmente conhecido apenas pelo seu cúnia com Abu Taglibe, foi o terceiro emir hamadânida do Emirado de Moçul governando a zona da Jazira (Mesopotâmia Superior). Seu reinado foi tumultuado, sendo marcado por conflitos com alguns de seus irmãos, antagonismo com os vários ramos dos buídas por influência em Bagdá e ataques do Império Bizantino sob João I Tzimisces (r. 969–976).
Suas relações com o emir buída do Iraque, Ize Adaulá (r. 967–978), foram inicialmente hostis, mas os dois concluíram uma aliança. Em 978, a Jazira foi ocupada pelos buídas de Xiraz sob Adude Adaulá (r. 949–983), e Abu Taglibe fugiu para as porções da Síria controladas pelo Califado Fatímida, onde tentou assegurar o governo de Damasco, e envolveu-se nas rivalidades locais que resultaram em sua derrota e execução em 29 de agosto de 979.

## Vida

Árvore genealógica dos hamadânidas

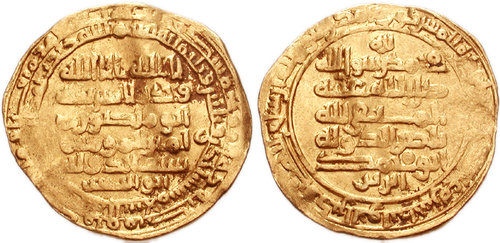
Dinar de ouro dos emires hamadânidas Nácer Adaulá r. e Ceife Adaulá r.

### Origens e antecedentes
Abu Taglibe foi o filho mais velho de Haçane, melhor conhecido por seu lacabe de Nácer Adaulá, que havia estabelecido os hamadânidas como mestres dum emirado praticamente independente compreendendo a Jazira (Mesopotâmia Superior) e centrado em Moçul. Nácer Adaulá envolveu-se em repetidos ataques para ganhar controle sobre os califas abássidas em Bagdá, mas no fim foi forçado a conceder a derrota para os mais poderosos buídas, reconhecendo a suserania deles e pagando tributo. Ao mesmo tempo, o irmão mais novo de Nácer Adaulá, Ali, melhor conhecido como Ceife Adaulá, conseguiu estabelecer seu controle sobre o norte da Síria de suas duas capitais em Alepo e Maiafarquim, e através de suas lutas com o Império Bizantino rapidamente obscureceu seu irmão. Contudo, a última década do governo de Ceife Adaulá, até sua morte em fevereiro de 967, foi marcada por pesadas derrotas militares nas mãos dos bizantinos, que ocuparam muitos de seus domínios, e tumulto interno.
Foi nesse contexto que Abu Taglibe é mencionado pela primeira vez em 967, quando seu pai novamente esteve envolvido num conflito com os buídas. O exército do buída Muize Adaulá ocupou Moçul e Nácer Adaulá foi novamente forçado a fugir para a porção montanhosa de seu país, no norte da Jazira. Abu Taglibe liderou a resistência contra os buídas, que, incapazes de manter-se lá, evacuaram Moçul e alcançaram um novo acordo com os hamadânidas. Consequentemente, Nácer Adaulá estava agora consideravelmente eclipsado por seus filhos, e foi deposto e exilado em 967, morrendo no cativeiro logo depois.

### Reinado

Jazira (Mesopotâmia Superior) com suas províncias

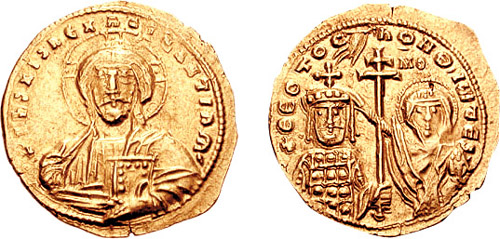
Histameno de João I Tzimisces

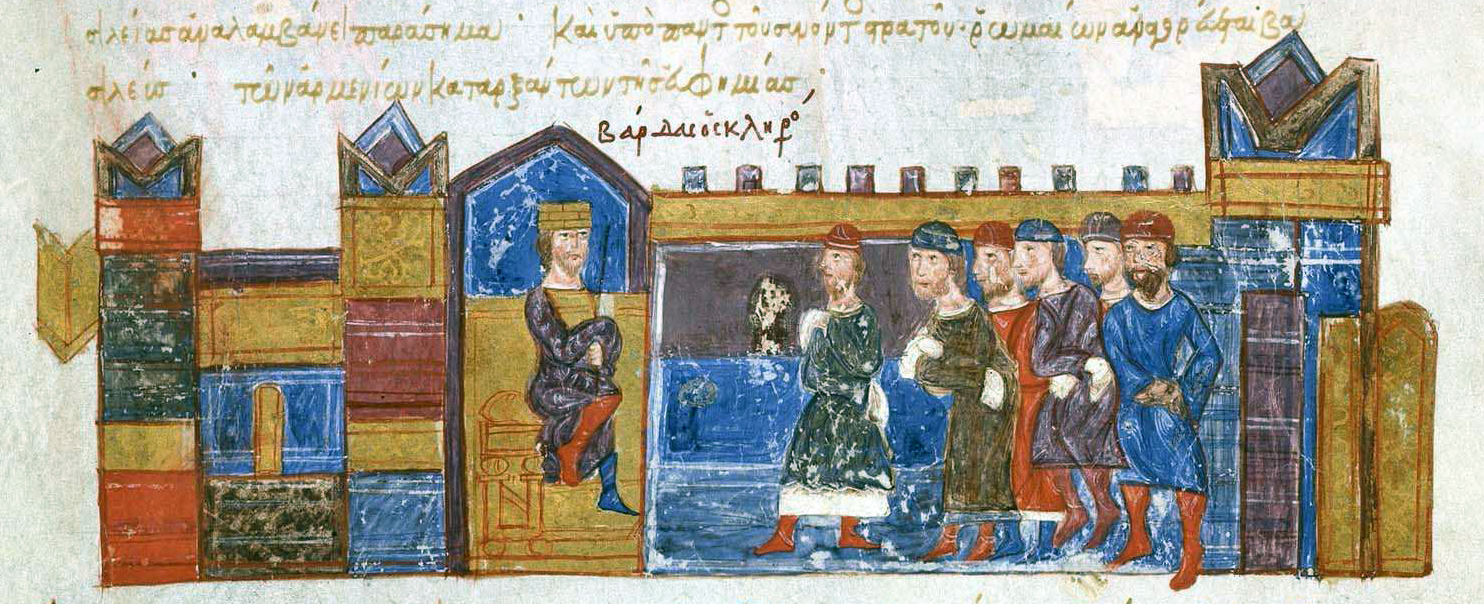
Proclamação de Bardas Esclero como imperador. Iluminura do Escilitzes de Madrid

Abu Taglibe, apelidado Algadanfar ("o Leão"), sucedeu seu pai como emir e chefe do ramo jazirano da família hamadânida, mas quase imediatamente sua autoridade foi contestada por um meio-irmão mais novo, Hamadã. Nácer Adaulá havia confiado ao último o governo de Nísibis, Maridim e Raba pouco antes de sua deposição, e pode ter pretendido nomeá-lo como herdeiro de Abu Taglibe. Hamadã era de fato o único filho de Nácer Adaulá que protestou a deposição de seu pai, e recusou-se a reconhecer Abu Taglibe. Com o ajuda do novo emir buída do Iraque, Ize Adaulá, Abu Taglibe prevaleceu sobre Hamadã, que fugiu para Bagdá. Além disso, Abu Taglibe usou as condições prevalentes de quase anarquia na Síria no tempo após a morte de Ceife Adaulá para expandir seu território às custas de seu primo, Sade Adaulá. Após a morte de Ceife Adaulá, Abu Taglibe tomou Raca e Rafica, e em 971 estendeu seu controle sobre Diar Baquir e Diar Modar, certa vez partes do domínio de Ceife Adaulá, unindo a Jazira inteira sob seu controle. Sade Adaulá, privado de sua própria capital e carente dum exército para oferecer qualquer resistência, tacitamente aceitou estas perdas bem como a suserania de seu primo.. Como governante da Jazira, Abu Taglibe foi um dos governantes mais ricos da região; as descrições da Jazira de ibne Haucal atestam a riqueza derivada de muitas propriedades hamadânidas, e ibn Miskawayh, que foi confiado com a inventariação das fortalezas montanhosas da família após a dissolução buída do Emirado Hamadânida em 979, escreve sobre as imensas reservas de dinheiro armazenadas ali.
As relações com os buídas foram inicialmente boas, com Abu Taglibe, diferente de seu pai, não possuindo nenhum reivindicação direta em Bagdá e Ize Adaulá preocupado demais com os assuntos no Iraque e em noutros locais para focar sua atenção na Jazira. Contudo, o príncipe buída ofereceu refúgio para Hamadã e outros membros descontentes do clã hamadânida (incluindo outro irmão de Abu Taglibe, Abu Tair Ibraim) e interveio nas brigas da família hamadânida. Assim, em 970 Hamadã foi restaurado em Raba graças a pressão buída, porém apenas para ser expulso novamente em 971. O próximo exilado agora pediu para Ize Adaulá guerrear contra Abu Taglibe: em 973 os buídas novamente ocuparam Moçul, enquanto Abu Taglibe flanqueou-os com seu exército e ameaçou Bagdá. O conflito terminou num acordo negociado em 974 que incluiu em suas proposições a concessão do lacabe de "Udate Adaulá" ("instrumento da dinastia") para Abu Taglibe pelo califa e a restauração de Hamadã em seus domínios. Durante o mesmo período, Abu Taglibe também enfrentou ataques dos bizantinos, que sob o imperador João I Tzimisces penetraram fundo na Jazira, forçando os hamadânidas a pagar tributo. A devastação dos raides de 972 foi parcialmente vingada através da derrota e captura do doméstico das escolas Melias em Amida em 973, mas em 974 Tzimisces invadiu a Jazira em retaliação.
Em 973–975, Abu Taglibe apoiou Ize Adaulá em suas próprias lutas para salvaguardar seu poder. Assim, ele novamente marchou sobre Bagdá durante a rebelião do comandante militar turco Sabuqueteguim, embora foi a intervenção do emir buída de Xiraz, Adude Adaulá, que decidiu o conflito para Ize Adaulá. Como resultado de sua assistência, em 975 Abu Taglibe assegurou uma revisão do tratado anterior que libertou-o do pagamento de tributo. Em 976, após a morte de Tzimisces, Abu Taglibe apoiou a reivindicação do trono bizantino pelo general rebelde Bardas Esclero, com quem concluiu um tratado no qual o governante hamadânida auxiliou Bardas com cavalaria leve em troca dum acordo matrimonial inespecífico.

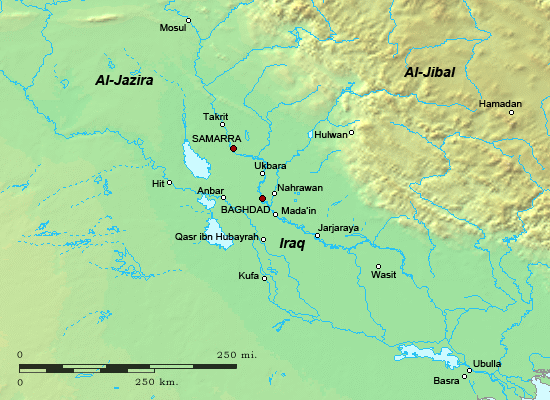
Iraque em meados do século IX

Síria abássida (Bilade Xame) no século IX

Em 977, devido a seu exílio de Bagdá decorrente das ambições de Adude Adaulá, Ize Adaulá virou-se novamente para os hamadânidas por ajuda. Abu Taglibe concordou em apoiá-lo em troca da entrega de Hamadã, que foi prontamente executado. Embora isso assegurou a posição de Abu Taglibe em sua família, também chamou para ele a atenção de Adude Adaulá. Em maio de 978, Ize Adaulá e Abu Taglibe foram derrotados numa batalha próximo de Samarra por Adude Adaulá. Ize Adaulá foi capturado e executado sob ordens de Adude, que então avançou para Moçul. Diferente das expedições buídas anteriores contra os hamadânidas, que falharam principalmente pois eles eram incapazes de sustentar-se na Jazira, essa foi melhor organizada, com Adude Adaulá levando administradores experiente familiarizados com a área. Os buídas tomaram Moçul e forçaram Abu Taglibe a fugir para Maiafarquim e então para as montanhas da Armênia; enquanto os buídas lideraram cerco a Maiafarquim, ele visitou Esclero no território bizantino de Anzitena, tentando assegurar sua assistência, mas em vão, pois Esclero estava muito pressionado pelas tropas do general lealista Bardas Focas, o Jovem. Após a queda de Maiafarquim em 978, Abu Taglibe fugiu para Raba, de onde tentou em vão negociar com Adude Adaulá.

### Exílio e morte
Com as tropas buídas completando sua conquista da Jazira, e incapaz de procurar ajuda com seu primo Sade Adaulá, que havia reconhecido a suserania de Adude Adaulá e estava sob ordens de prendê-lo, Abu Taglibe com seus apoiantes remanescentes cruzou o deserto da Síria para o sul da Síria controlado pelo Califado Fatímida. Lá, envolveu-se nas complexas lutas de poder entre o governo fatímida e as elites locais. Se esforçou para ganhar reconhecimento dos fatímidas como governador de Damasco, mas o general rebelde Alcassame, que mantinha a cidade, repeliu-o. Sob ataque dos damascenos, e com membros de sua família começando a desertá-lo, Abu Taglibe moveu-se mais para sul para a região do mar da Galileia. As ambições de Abu Taglibe e seus contatos com os fatímidas começaram a ameaçar a posição de Mufarrije ibne Daguefal ibne Aljarrá, um chefe taita e governante de Ramla. Na esperança de semear discórdia entre as tribos árabes da área e fortalecer a autoridade fatímida, o general fatímida Alfadle prometeu Ramla a Abu Taglibe, que abertamente aliou-se com os rivais de Mufarrije, os Banu Ucail, e atacou Ramla em agosto de 979. As tropas de Alfadle, contudo, vieram ajudar Mufarrije, e na batalha resultante em 29 de agosto Abu Taglibe foi feito cativo e executado.
O restante da Jazira permaneceu sob controle buída até 989, quando os irmãos de Abu Taglibe, Abu Abedalá Huceine e Abu Tair Ibraim, que haviam se submetido aos buídas, foram instalados como governadores em oposição ao poder do chefe curdo Bade, que havia tomado controle de Moçul. Nesta luta, os dois irmãos convocaram os Banu Ucail; após a derrota de Bade, os Banu Ucail confrontaram os hamadânidas e depuseram e mataram Abu Tair Ibraim, estabelecendo a dinastia ucaílida como governantes da Jazira.